# Natació al Campionat del Món de natació de 2013 – 400 m lliures femení
Els 400 metres lliures femení es va celebrar el 28 de juliol al Palau Sant Jordi a Barcelona.

## Rècords
Els rècords del món abans de començar la prova:
| Rècord del món       | Federica Pellegrini, Itàlia | 3:59.15 | Roma, Italia | 26 de juliol de 2009 |
| Rècord del campionat | Federica Pellegrini, Itàlia | 3:59.15 | Roma, Italia | 26 de juliol de 2009 |

## Resultats
NR: Rècord Nacional 
AM: Rècord Americà
DNS: No presentat

### Sèries
| Posició | Sèrie | Carrer | Nom                    | País                           | Temps   | Notes |
| ------- | ----- | ------ | ---------------------- | ------------------------------ | ------- | ----- |
| 1       | 3     | 5      | Katie Ledecky          | Estats Units                   | 4:03.05 | Q     |
| 2       | 4     | 6      | Melanie Costa          | Illes Balears                  | 4:04.20 | Q     |
| 3       | 2     | 5      | Jazmin Carlin          | Regne Unit                     | 4:04.85 | Q     |
| 4       | 3     | 3      | Lauren Boyle           | Nova Zelanda                   | 4:04.96 | Q     |
| 5       | 2     | 3      | Kylie Palmer           | Austràlia                      | 4:05.01 | Q     |
| 6       | 4     | 4      | Camille Muffat         | França                         | 4:05.53 | Q     |
| 7       | 2     | 6      | Boglárka Kapás         | Hongria                        | 4:05.61 | Q, NR |
| 8       | 3     | 2      | Andreina Pinto         | Veneçuela                      | 4:06.02 | Q, NR |
| 9       | 4     | 3      | Mireia Belmonte García | Catalunya                      | 4:06.76 |       |
| 10      | 4     | 2      | Chloe Sutton           | Estats Units                   | 4:07.16 |       |
| 11      | 3     | 7      | Martina de Memme       | Itàlia                         | 4:08.42 |       |
| 12      | 3     | 6      | Shao Yiwen             | R.P. de la Xina                | 4:09.16 |       |
| 13      | 3     | 4      | Bronte Barratt         | Austràlia                      | 4:09.65 |       |
| 14      | 2     | 4      | Coralie Balmy          | França                         | 4:10.70 |       |
| 15      | 3     | 1      | Chihiro Igarashi       | Japó                           | 4:12.44 |       |
| 16      | 4     | 1      | Savannah King          | Canadà                         | 4:12.47 |       |
| 17      | 4     | 7      | Ellie Faulkner         | Regne Unit                     | 4:13.18 |       |
| 18      | 4     | 0      | Susana Escobar         | Mèxic                          | 4:13.37 |       |
| 19      | 2     | 7      | Diletta Carli          | Itàlia                         | 4:13.89 |       |
| 20      | 2     | 2      | Zhang Wenqing          | R.P. de la Xina                | 4:14.66 |       |
| 21      | 3     | 8      | Julia Hassler          | Liechtenstein                  | 4:14.68 |       |
| 22      | 2     | 9      | Lynette Lim            | Singapur                       | 4:14.76 |       |
| 23      | 2     | 1      | Sarah Köhler           | Alemanya                       | 4:16.13 |       |
| 24      | 4     | 8      | Nina Rangelova         | Bulgària                       | 4:18.94 |       |
| 25      | 4     | 9      | Kyna Pereira           | Sud-àfrica                     | 4:19.66 |       |
| 26      | 2     | 8      | Natthanan Junkrajang   | Tailàndia                      | 4:19.77 |       |
| 27      | 1     | 5      | Katya Bachrouche       | Líban                          | 4:20.46 |       |
| 28      | 2     | 0      | Tjasa Oder             | Eslovènia                      | 4:20.82 |       |
| 29      | 3     | 0      | Carolina Queiroz       | Brasil                         | 4:21.40 |       |
| 30      | 3     | 9      | Khoo Cai Lin           | Malàisia                       | 4:23.67 |       |
| 31      | 1     | 3      | Andrea Cedrón          | Perú                           | 4:28.78 |       |
| 32      | 1     | 4      | Raina Ramdhani         | Indonèsia                      | 4:29.61 |       |
| 33      | 1     | 6      | Daniela Benavides      | Cuba                           | 4:35.85 |       |
| 34      | 1     | 2      | Alexis Clarke          | Barbados                       | 4:42.82 |       |
| 35      | 1     | 1      | San Khant Khant Su     | Myanmar                        | 4:54.89 |       |
| 36      | 1     | 7      | Monica Saili           | Samoa                          | 4:55.49 |       |
| 37      | 1     | 8      | Victoria Chentsova     | Illes Mariannes Septentrionals | 4:59.78 |       |
| 38      | 4     | 5      | Lotte Friis            | Dinamarca                      | 99.99   | DNS   |

### Final
| Posició | Carrer | Nom            | País          | Temps   | Notes |
| ------- | ------ | -------------- | ------------- | ------- | ----- |
| 1       | 4      | Katie Ledecky  | Estats Units  | 3:59.82 | AM    |
| 2       | 5      | Melanie Costa  | Illes Balears | 4:02.47 | NR    |
| 3       | 6      | Lauren Boyle   | Nova Zelanda  | 4:03.89 |       |
| 4       | 3      | Jazmin Carlin  | Regne Unit    | 4:04.03 |       |
| 5       | 1      | Boglárka Kapás | Hongria       | 4:05.90 |       |
| 6       | 8      | Andreina Pinto | Veneçuela     | 4:07.14 |       |
| 7       | 7      | Camille Muffat | França        | 4:07.67 |       |
| 8       | 2      | Kylie Palmer   | Austràlia     | 4:08.13 |       |